# سرنای ساریکایا
سرنای ساریکایا (ترکی استانبولی: Serenay Sarıkaya؛ زادهٔ ۱ ژوئیهٔ ۱۹۹۲) بازیگر و مدل اهل ترکیه است.
وی از سال ۲۰۰۶ میلادی تاکنون مشغول فعالیت بوده است. از فیلم‌ها یا برنامه‌های تلویزیونی که وی در آن
ایفای نقش کرده است می‌توان به عمر گل لاله، جزر و مد و خانواده اشاره کرد.

## زندگی
سرنای ساریکایا در ۱ ژوئیه ۱۹۹۲ در از سیهان عمران و مصطفی ساریکایا زاده شد. او تا هفت سالگی که پدر و مادرش از هم جدا شدند به همراه خانواده در آنتالیا اقامت داشت. پس از ازدواج مجدد پدرش، او با مادرش به استانبول نقل مکان کرد. او بعداً تجربه خود را از بزرگ شدن بدون پدرش در مصاحبه ای شرح داد: «برای یک دختر کوچک، پدر عامل ویژه ای در تکامل او است. بزرگ شدن بدون پدر تجربه بزرگی است». در آن زمان، در حالی که او و مادرش تصمیم می‌گرفتند کجا زندگی کنند، ساریکایا می‌دانست که می‌خواهد بازیگر و مدل شود، که بر انتخاب آنها برای اقامت در استانبول تأثیر گذاشت. ساریکایا در بخش تئاتر دبیرستان هنرهای زیبا تحصیل کرد و فارغ‌التحصیل شد. او به دانشگاه نرفته است.

## حرفه
سرنای در سن ۱۵ سالگی در یک رقابت زیبایی شرکت کرد و جایزه ویژه ای دریافت کرد. او کارش را با بازی در بخش کوچکی در فیلم Şaşkın آغاز کرد و بعد از آن در فیلم Plajda ایفای نقش کرد. شهرت او با بازی در این فیلم کمی افزایش یافت. در همان سال او در مجموعه تلویزیونی دیگری نیز ایفای نقش کرد. اولین نقش اصلی او در سریال باغ لیمو رقم خورد. سپس در مجموعه «آدانایی» بازی و محبوبیت بیشتری کسب کرد. سرنای در مسابقه «دوشیزهٔ ترکیه» دوم شد.
او در سال ۲۰۱۰ با سریال «عمر گل لاله» در نقش یشیم تاشکیران در شبکه شوتیوی ظاهر شد که سرنای دو فصل در این سریال حضور داشت. سرنای در سریال عمر گل لاله آهنگ «Yalnizca senfonisi» (داستان تنهایی) را اجرا کرد که بسیار مورد توجه قرار گرفت و از سوی شرکت‌های موسیقی پیشنهاد آلبوم دریافت کرد. او در پاسخ به این پیشنهادها گفت: من قصدم آواز خواندن نیست، حرفه من بازیگری است.
وی پس از توافق با شرکت آی یاپیم با سریال جزر و مد از سال ۲۰۱۳ تا ۲۰۱۵ در شبکه استار تی‌وی جلوی بینندگان ظاهر شد. سرنای ساریکایا در سریال جزر و مد با چاتای اولوسوی همبازی شد و با بازی تحسین برانگیزش در نقش میرا بیلیجه در سال‌های ۲۰۱۴ و ۲۰۱۵ در مراسم پروانه طلایی به عنوان بهترین بازیگر زن ترکیه انتخاب شد. طبق گفته خبرنگاران سرنای ساریکایا و چاعاتای اولوسوی در سر فیلم‌برداری سریال عاشق هم شده و مدتی با هم رابطه داشته‌اند. مدتی بعد با کرم بورسین دوست شد و بعد از سه سال و نیم از هم جدا شدند.
سرنای در سال ۲۰۱۵ با کمپانی «taff pictures» به توافق رسید و این بار در فیلم سینمایی «به جای ما دو نفر» با کاراکتر " چیچک " در پرده سینما ظاهر شد. او همچنین با خواندن ترانه «vazgeçtim» (منصرف شدم) از سزن آکسو در فیلم ikimizin yerine مورد محبوبیت و توجه بسیاری قرار گرفت.
دومین همکاری سرنای و کمپانی آی یاپیم در سال ۲۰۱۷ صورت گرفت که سرنای با شخصیت دورو در سریال اینترنتی فی جلوی دوربین رفت و مورد توجه بسیاری قرار گرفت.
از ارزشمندترین جوایزی که سرنای ساریکایا کسب کرده می‌توان به این اشاره کرد که او در سال ۲۰۱۴ بهترین بازیگر زن در مراسم GQ انتخاب شد.
سرنای در سال ۲۰۱۷ در سریال فی به کارگردانی mert baykal ایفای نقش کرد این سریال در ژانر درام، عاشقانه روانشناختی است سرنای در این سریال با بازیگرانی همچون Ozan Gven, Mehmet Gnsr , Berrak Tznata هم بازی است.
در سال ۲۰۱۹ برای اولین بار بزرگ‌ترین تئاتر موزیکال ترکیه به نام آلیس برای اولین بار روی صحنه تئاتر رفت. این نمایش که با استقبال فراوانی از طرف مردم روبرو شد تا دو فصل ادامه پیدا کرد و در حال حاضر به دلیل پاندمی کرونا اجراها متوقف شده.
در تئاتر آلیس که سرنای ساریکایا نقش اصلی این داستان را اجرا می‌کند داستان دختری روایت می‌شود که غرق در فضای مجازی است و در روز تولد خود، وارد یک بازی اینترنتی شده و ناگهان به سرزمین عجایب پرت می‌شود. در این تئاتر ترانه‌های فراوانی خوانده می‌شود ولی دو ترانه اصلی به نام‌های Duy Beni و Kuzey yildizi به‌طور اختصاصی برای سرنای ساریکایا نوشته شده تا به‌صورت اختصاصی اجرا کند. اوی صدایی زیبا و منحصر به فرد دارد،
به‌طور مثال میشه از آهنگ ateşe düştüm با صدای mert demir که در سال ۲۰۲۳ ترند اینستاگرام شده بود نام برد چون سرنای ساریکایا در این موزیک همکاری داشته و بک ووکال اجرا کرد که از خود خواننده بهتر بود.
او و کرم بورسین سگ‌های مشترک دارند و برای دیدار سگ‌هایشان باهم قرار می‌گذارند. او طرفداران فراوان و منبع تقلید بسیاری از مدل‌های تازه‌کار است

## فیلم‌شناسی
| فیلم      | فیلم                       | فیلم             | فیلم            |
| سال       | عنوان                      | نقش              | یادداشت         |
| --------- | -------------------------- | ---------------- | --------------- |
| ۲۰۰۶      | Şaşkın                     | Itır             | Supporting role |
| ۲۰۰۸      | Plajda                     | Aslı             | Supporting role |
| ۲۰۱۰      | How to Train Your Dragon   | Astrid Hofferson | Dubbing voice   |
| ۲۰۱۱      | Hoşçakal                   | Sarah            | Short film      |
| ۲۰۱۳      | Behzat Ç. Ankara Yanıyor   | Melisa           | Supporting role |
| ۲۰۱۶      | İkimizin Yerine            | Çiçek            | Main role       |
| تلویزیون  |                            |                  |                 |
| سال       | عنوان                      | نقش              | یادداشت         |
| ۲۰۰۸      | Peri Masalı                | Talya            | Main role       |
| ۲۰۰۸      | Limon Ağacı                | Peri             | Main role       |
| ۲۰۰۸–۲۰۱۰ | Adanalı                    | Sofia Dikkaya    | Main role       |
| ۲۰۱۰–۲۰۱۲ | عمر گل لاله                | یشیم تاشکیران    | نقش اصلی        |
| ۲۰۱۳–۲۰۱۵ | جزر و مد                   | میرا بیلیس       | نقش پیشرو       |
| ۲۰۱۷–۲۰۱۸ | فی                         | دورو دورولای     | نقش پیشرو       |
| ۲۰۲۳      | شاهماران                   | شاهسو            | نقش پیشرو       |
| ۲۰۲۳–۲۰۲۴ | خانواده                    | دوین آکین        | نقش پیشرو       |
| ۲۰۲۴      | Kimler Geldi, Kimler Geçti | Leyla Taylan     | Leading role    |